# Голейко Михайло
Михайло Голейко (1844, Гусаків — 1 травня 1906, Львів) — український архітектор.

## Біографія
Народився 1844 року в селі Гусаків поблизу Мостиськ. 1868 року вступив на будівельний факультет Технічної академії у Львові. 1876 року закінчив навчання. Від 1877 інженер крайового відділу Галицького намісництва. Один із засновників і протягом 1877–1900 років член Політехнічного товариства у Львові. 1885 року був серед засновників коломийського об'єднання промисловців «Гуцульська спілка». Проєктував та будував дерев'яні храми з елементами народного зодчества, а також муровані в неороманському та неовізантійському стилях.
Роботи
- Проєкт огорожі навколо Преображенської церкви у Львові. Співавтор Теофіл Джулинський.[3]
- Муровані церкви Успіння Пресвятої Богородиці в смт Куликові Жовківського району (1900–1901, співавтор Сильвестр Гавришкевич)[4] у Полтві (1900), Старому Милятині (1900).
- Дерев'яні церкви святого Архангела Михаїла у Лискові (1901) та Даляві (1906).